# William Knecht
William Joseph Knecht (Camden, 10 de marzo de 1930-Cheltenham Township, 17 de diciembre de 1992) fue un deportista estadounidense que compitió en remo.
Participó en dos Juegos Olímpicos de Verano en los años 1960 y 1964, obteniendo una medalla de oro en Tokio 1964 en la prueba de ocho con timonel. Ganó una medalla de plata en el Campeonato Europeo de Remo de 1958.

## Palmarés internacional
| Juegos Olímpicos   | Juegos Olímpicos | Juegos Olímpicos | Juegos Olímpicos |
| Año                | Lugar            | Medalla          | Prueba           |
| ------------------ | ---------------- | ---------------- | ---------------- |
| 1964               | Tokio (Japón)    | Medalla de oro   | Ocho con timonel |
| Campeonato Europeo |                  |                  |                  |
| Año                | Lugar            | Medalla          | Prueba           |
| 1958               | Poznań (Polonia) | Medalla de plata | Ocho con timonel |

1. ↑  En algunas ediciones del Campeonato Europeo se permitió la participación de remeros de otros continentes.